# Baudotov kod
Baudotov kod je nabor znakov, ki je bil predhodnica EBCDIC in ASCII, in se je najprej uporabljal izključno na teleprinterjih.
Kod je razvil leta 1874 francoski inženir in izumitelj Jean-Maurice-Émile Baudot. Poimenoval jo je Mednarodna telegrafska abeceda št. 1, in danes se ne uporablja več. Kod so pošiljali s pomočjo tipkovnice s petimi tipkami, kjer je vsaka tipka predstavljala en bit signala s petimi stanji. Mehansko brisalo je lahko pregledalo stanje tipkovnice in sprostilo tipke, tako da je operater lahko vnesel naslednji znak.
Okoli leta 1901 je Baudotov kod prilagodil Donald Murray (1865-1945) s prerazporeditvijo znakov. Dodal je nove znake in premične kode. Za ta namen je izdelal tipkovnico, podobno tisti pri pisalnem stroju.